# Благовещение Богородично (Провадия)
Свето Благовещение Богородично е православна църква в Провадия. Тя е част от Провадийската духовна околия на Варненската и Великопреславска епархия на Българската православна църква.

## История
Храмът е изграден в периода 1911 - 1923 г. Проектант на сградата е варненският архитект Дабко Дабков. Майстор строител е провадиецът Продан Николов. Строителните работи започват през пролетта на 1912 г., когато са положени основите. С избухването на Балканската война, строителството се забавя. През 1913 г. са изградени всички главни арки и зидове, но при последвало земетресение са нанесени щети и работата е временно преустановена. Допълнително изграждането е затруднено, поради избухването на Първата световна война. Едва през 1923 г. сградата е изцяло завършена. Дърворезбата е дело на Досьо Вуйчев от Габрово. Външната мазилка се ремонтира през 1996 г.
Някои от иконите в храма като тази на Кръщение Христово са дело на дебърския майстор Кузман Макриев.